# دنده (غذا)

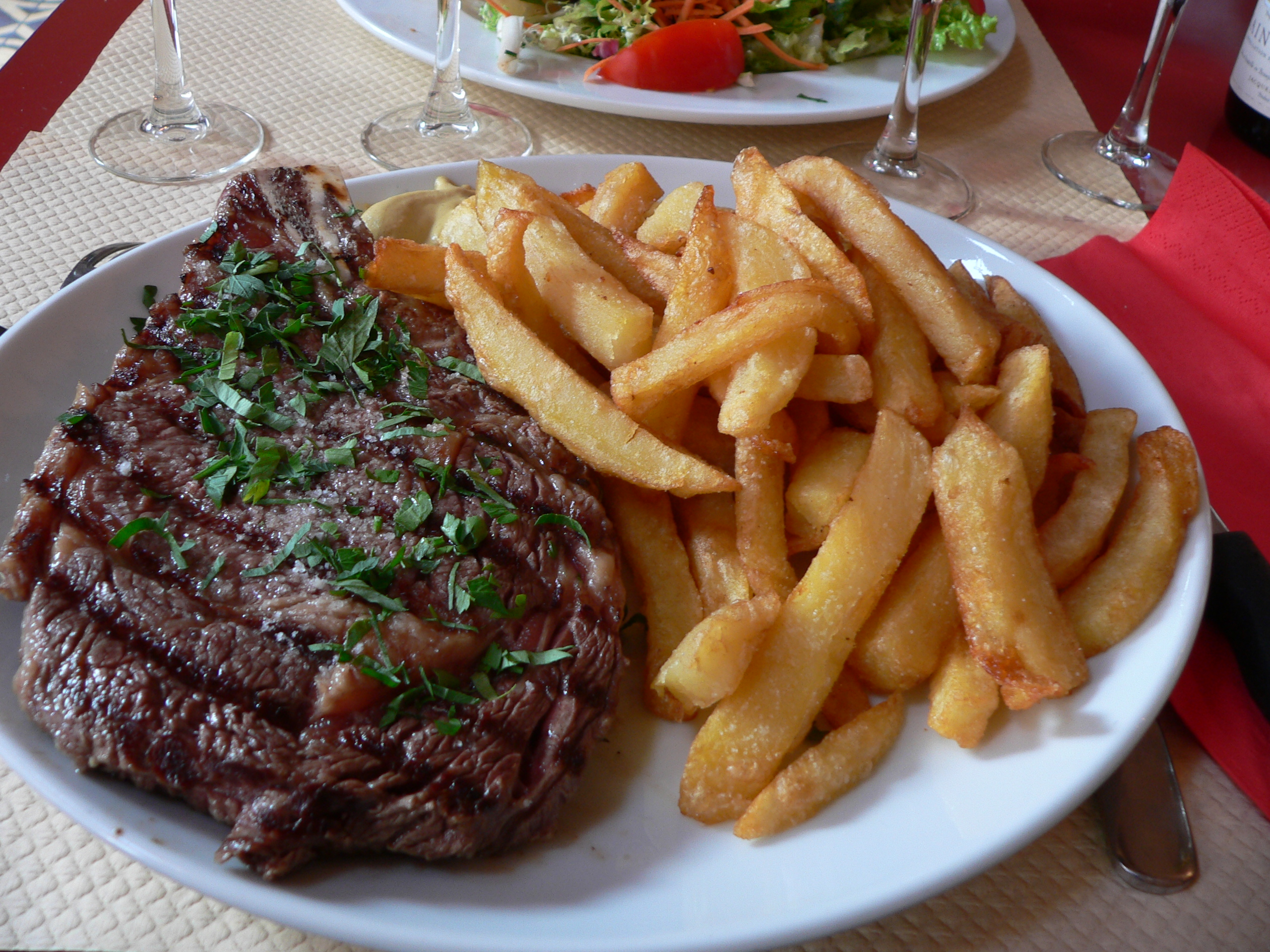
دنده گاو، یک استیک چشم دنده گوشت استخوانی سبک فرانسوی ، همراه با سیب زمینی سرخ شده (استیک فریت)

دنده (به انگلیسی: Ribs) یک برش از گوشت جانورانی چون بره، خوک، گاو  و گوزن است. اصطلاح دنده معمولاً اشاره به بخش کمتر گوشتی گوشت دنده دارد که اغلب به شکل ورقه‌ای پخته می‌شود. دنده‌های بایسون، بز، شترمرغ، تمساح، الیگاتور، لاما، آلپاکا، بوفالو، گاومیش آفریقایی، گاومیش، کانگورو و سایر حیوانات نیز در مناطق مختلف جهان مصرف می‌شود.
دنده را می‌توان به سیاق گوناگونی چون برشته‌کاری، کبابی، سرخ شده، تنوری، آب‌پز یا دودی پخت.
دنده‌ها عموماً با هم سرو می‌شوند. (۵ عدد یا بیشتر)
در آشپزی آمریکایی، معمولاً دنده‌های گوشت خوک یا گاهی گاو به شیوه باربیکیو با انواع گوناگونی از سس تنوری مخصوص کباب سرو می‌شوند.

## نگارخانه

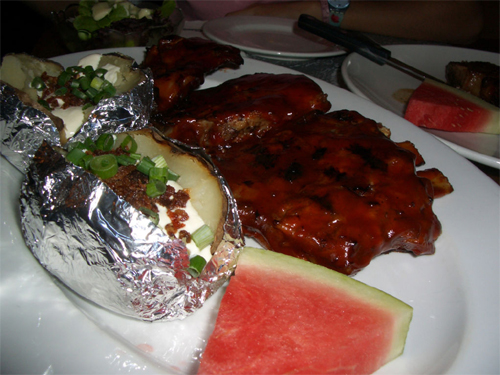
یک دنده گوشت خوک در کنار سیب زمینی تنوری و یک تکه هندوانه
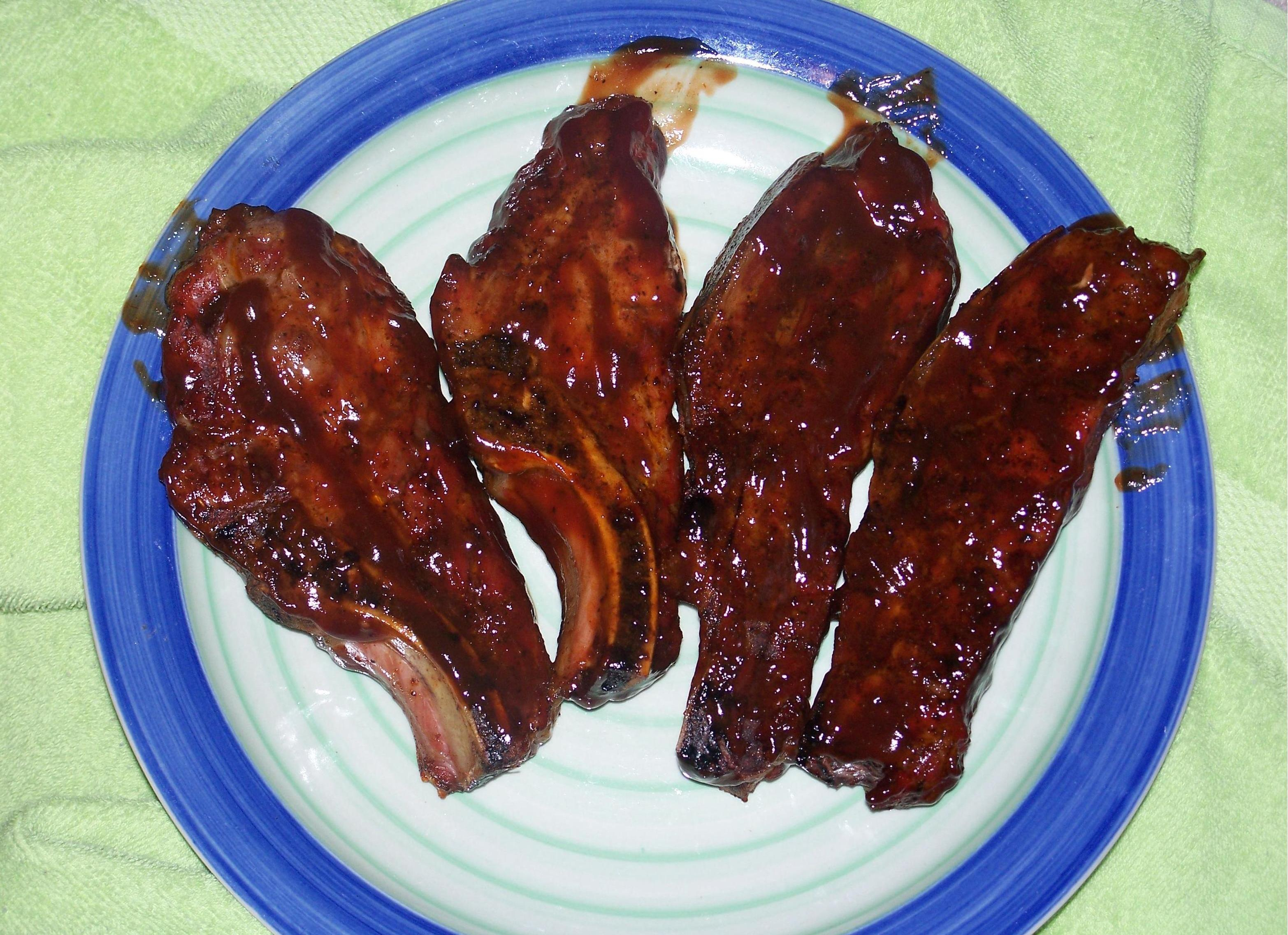
دنده‌های طبخ شده به سبک محلی
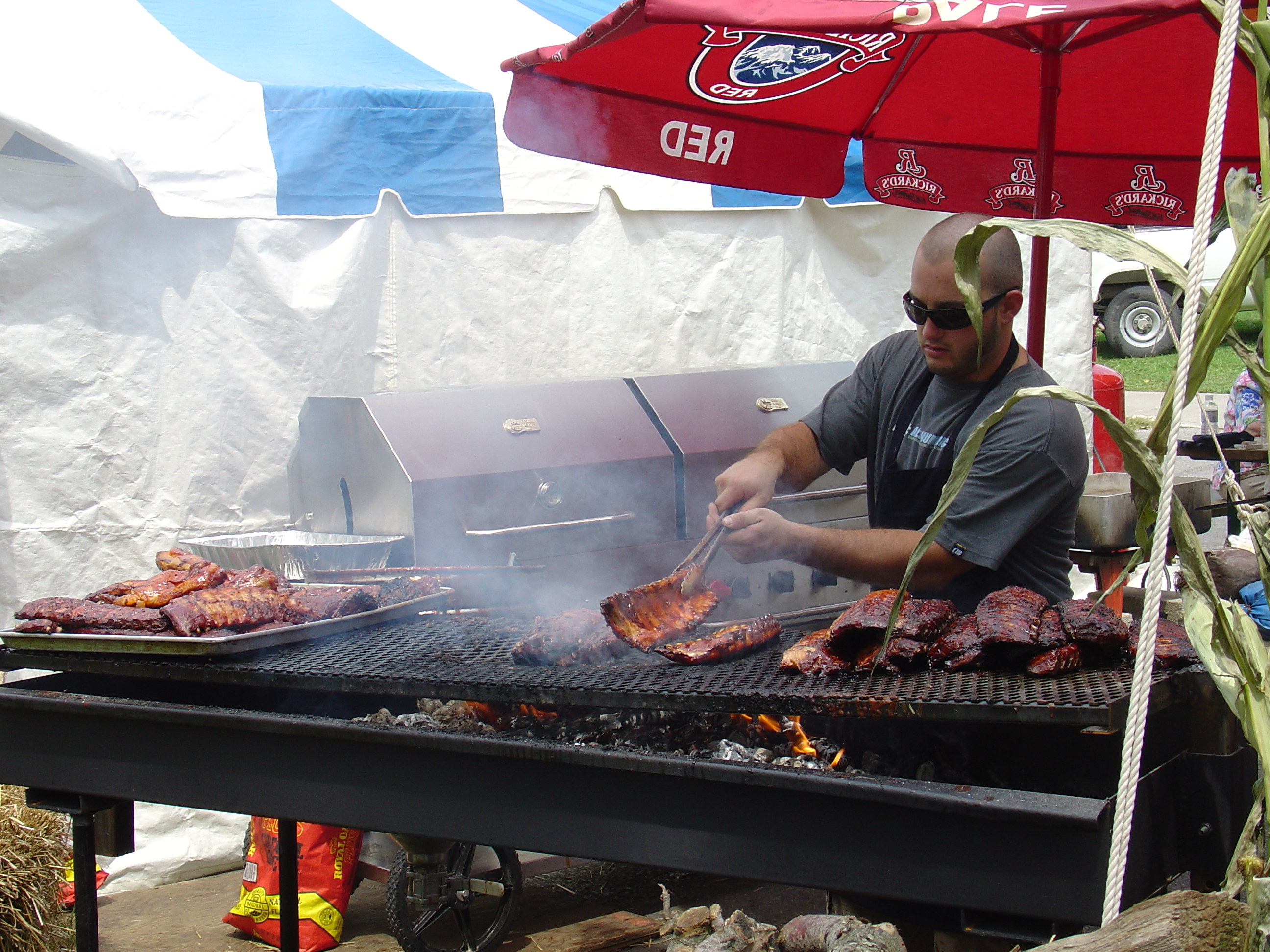
دنده‌های کبابی در Rib-Fest 2006 در لندن ، انتاریو